# Sé (Bragance)
Pour les articles homonymes, voir Sé.
Sé fut une freguesia portugaise du concelho de Bragance, qui avait une superficie de 10,72 km2 pour une population de 17 913 habitants en 2011. Densité: 1 671 hab/km2.
Elle a disparu en 2013, dans l'action d'une réforme administrative nationale, ayant fusionné avec les freguesias de Santa Maria et de Meixedo pour former une nouvelle freguesia nommée União das Freguesias de Sé, Santa Maria e Meixedo.